# Fizică atomică și moleculară
Fizica atomică și moleculară este o ramură a fizicii care studiază structura atomului și interacțiunile dintre atomi și radiația electromagnetică, structura moleculei și a spectrelor moleculare, ciocnirile atomice, împrăștierea electronilor pe atomi și împrăștierea atom pe atom.

## Teoria atomică-moleculară a structurii materiei
Ideea că materia se compune din particule distincte, atomi, a fost exprimată încă de vechii greci. Ipoteza atomică a căpătat pentru prima dată o dezvoltare largă în lucrările lui M.V. Lomonosov. Lomonosov a încercat să construiască toată fizica pe baza concepției că un corp chimic simplu constă dintr-un mare număr de particule individuale absolut identice, atomii. În corpurile chimice compuse rolul particulelor individuale îl joacă moleculele. Bazându-se pe legea universală a conservării materiei și mișcării, formulată de el, Lomonosov a demonstrat cel dintâi valabilitatea concepției despre mișcarea termică neîntreruptă a atomilor și a moleculelor.
De la apariția teoriei atomice s-au putut stabilii, în chimie, în baza legii proporțiilor definite și a legii proporțiilor multiple, masele relative ale atomilor, adică numerele care arată de câte ori masa unui atom dat este mai mare sau mai mică decât a unui alt atom. În prezent există și mijloace fizice de comparare a maselor atomilor individuali sau a moleculelor individuale.